# کنوانسیون حقوق افراد دارای ناتوانی
کنوانسیون حقوق افراد دارای ناتوانی (به انگلیسی: Convention on the Rights of Persons with Disabilities)، یک معاهده بین‌المللی حقوق بشر سازمان ملل متحد است که با هدف حمایت از حقوق و عزت افراد معلول ایجاد شده است. طرفین کنوانسیون موظف هستند که از حقوق بشر معلولان حمایت کرده و از برابری کامل معلولان بر طبق قانون اطمینان حاصل کنند. این کنوانسیون به عنوان یک عامل اصلی در جنبش جهانی حقوق معلولان به کار می‌رود و باعث می‌شود معالجه پزشکی و حمایت‌های اجتماعی از افراد معلول دنبال شود و در زمینه حقوق بشر از حقوق برابر با سایر افراد جامعه برخوردار شوند. این کنوانسیون اولین پیمان حقوق بشر سازمان ملل در قرن بیست و یکم به شمار می‌رود.
متن کنوانسیون توسط مجمع عمومی سازمان ملل متحد در ۱۳ دسامبر ۲۰۰۶، به تصویب رسید و در ۳۰ مارس ۲۰۰۷ امضا شد. پس از تصویب در ۳ مه ۲۰۰۸ وارد عمل شد. از ژوئیه سال ۲۰۲۰، ۱۶۳ عضو آن را امضا کرده و ۱۸۲ حزب به آن پیوسته‌اند و شامل ۱۸۱ کشور و اتحادیه اروپا می‌باشد(که آن را در ۲۳ دسامبر ۲۰۱۰ تصویب کرد). نظارت بر کنوانسیون توسط کمیته حقوق افراد معلول انجام می‌شود.

## تاریخچه
کنوانسیون حقوق افراد دارای معلولیت، مانند سایر کنوانسیون‌های حقوق بشر سازمان ملل، (مانند میثاق بین‌المللی حقوق مدنی و سیاسی و کنوانسیون رفع هرگونه تبعیض علیه زنان (CEDAW))) چندین دهه فعالیت که طی آن استانداردهای حقوق گروهی از آرمانها به یک پیمان الزام‌آور توسعه یافته‌است.
مجمع عمومی سازمان ملل متحد اعلامیه حقوق افراد معلول را در ۹ دسامبر ۱۹۷۵ تصویب کرد. روز معلولان سازمان ملل متحد (۳ دسامبر) در قطعنامه ۴۷/۳ مجمع عمومی ۱۹۹۲ در سال ۱۹۹۲ اعلام شد. مجمع عمومی سازمان ملل متحد در ۲۰ دسامبر سال ۱۹۹۳ مقررات استاندارد معادل سازی فرصت‌ها برای افراد معلول را تصویب کرد (قطعنامه ۴۸/۹۶ ضمیمه). در سال ۱۹۸۷، یک نشست جهانی متخصصان برای بررسی پیشرفت، توصیه کرد که مجمع عمومی سازمان ملل متحد پیش نویس یک کنوانسیون بین‌المللی در مورد رفع تبعیض علیه افراد دارای معلولیت باشد. پیش نویس طرح‌های کنوانسیون توسط ایتالیا و متعاقباً سوئد پیشنهاد شد، اما به اجماع نرسید. بسیاری از نمایندگان دولت معتقدند که اسناد موجود در مورد حقوق بشر کافی است. در عوض، "قوانین استاندارد در مورد همسان سازی فرصت‌های معلولان" غیر اجباری "در سال ۱۹۹۳ توسط مجمع عمومی تصویب شد. در سال ۲۰۰۰، رهبران پنج سازمان غیردولتی بین‌المللی معلولیت بیانیه ای صادر کردند و از همه دولتها خواستند که از یک کنوانسیون حمایت کنند. در سال ۲۰۰۱، مجمع عمومی به دنبال پیشنهاد مکزیک، کمیته Ad Hoc را برای بررسی پیشنهادها مربوط به یک کنوانسیون جامع و یکپارچه برای ارتقاء و حمایت از حقوق و عزت افراد معلول، بر اساس یک رویکرد جامع انتخاب کرد. سازمانهای مربوط به حقوق معلولیت، از جمله اتحاد بین‌المللی معلولیت به عنوان هماهنگ‌کننده آداب و معلولیت بین‌المللی معلولیت، به‌طور فعال در روند تهیه پیش نویس شرکت کردند.
مکزیک با حمایت فعال از GRULAC (گروه‌های منطقه ای سازمان ملل) مذاکرات را آغاز کرد. هنگامی که حمایت از کنوانسیون در سال ۲۰۰۲ به دلیل مخالفت گروه اروپای غربی و دیگران WEOG، نیوزلند نقش مهمی در دستیابی به حرکت بین منطقه ای ایفا کرد. در سال ۲۰۰۳ تا ۲۰۰۳ به عنوان تسهیلگر، نیوزیلند سرانجام وظیفه رسمی رئیس کمیته Ad Hoc را بر عهده گرفت و مذاکرات را به توافق اجماع در اوت ۲۰۰۶ هدایت کرد، با همکاری نزدیک با سایر اعضای دفتر جردن، کاستاریکا، جمهوری چک و آفریقای جنوبی کره و مکزیک این کنوانسیون با حمایت شدید همه گروه‌های منطقه به یکی از سریعترین پشتیبانان حقوق بشر در تاریخ تبدیل شد. ۱۶۰ کشور کنوانسیون را پس از افتتاح آن در سال ۲۰۰۷ امضا کردند و ۱۲۶ کشور کنوانسیون را طی پنج سال اول آن تصویب کردند. فرماندار کل نیوزیلند آناند ساتیاناند با توجه به نقش خود در ایجاد کنوانسیون و همچنین کیفیت استراتژی ملی برجسته ناتوانی در نیوزیلند، از طرف ملت جایزه ناتوانی جهانی را در سال ۲۰۰۸ دریافت کرد.
از سال ۲۰۱۵، برای اولین بار در تاریخ خود، کمیته حقوق معلولان برای نقض تعهدات خود در کنوانسیون تحقیق در مورد یک کشور امضا کننده را آغاز کرد. این تحقیقات توسط ماده ۶ پروتکل اختیاری آغاز شده‌است، که مقرر می‌دارد به محض دریافت کمیته «اطلاعات موثق حاکی از نقض شدید و منظم» حقوق بشر به غیرقانونی کردن نفرت‌پراکنی، تحقیقات انجام شود. دولت انگلستان در حال بررسی است که گزارش نهایی در حال حاضر در سال ۲۰۱۷ منتشر می‌شود.
ایالات متحده از طرف کشورهای عضو که کنوانسیون را تصویب کرده یا به آنها ملحق شده‌اند، به‌طور آشکار غایب بوده‌است. در زمان دولت باراک اوباما، ایالات متحده در ۲۴ ژوئیه ۲۰۰۹ امضا کننده کنوانسیون شد. در دسامبر ۲۰۱۲، رأی در سنای ایالات متحده شش رأی به دست آورد که اکثریت دو سوم آنها برای مشاوره و رضایت در تصویب مورد نیاز است. در ژوئیه سال ۲۰۱۴، کمیته روابط خارجی سنا بار دیگر قطعنامه ای را برای مشاوره و رضایت تصویب کرد، اما این اقدام به رأی مجلس سنا کامل نیامد.

## خلاصه

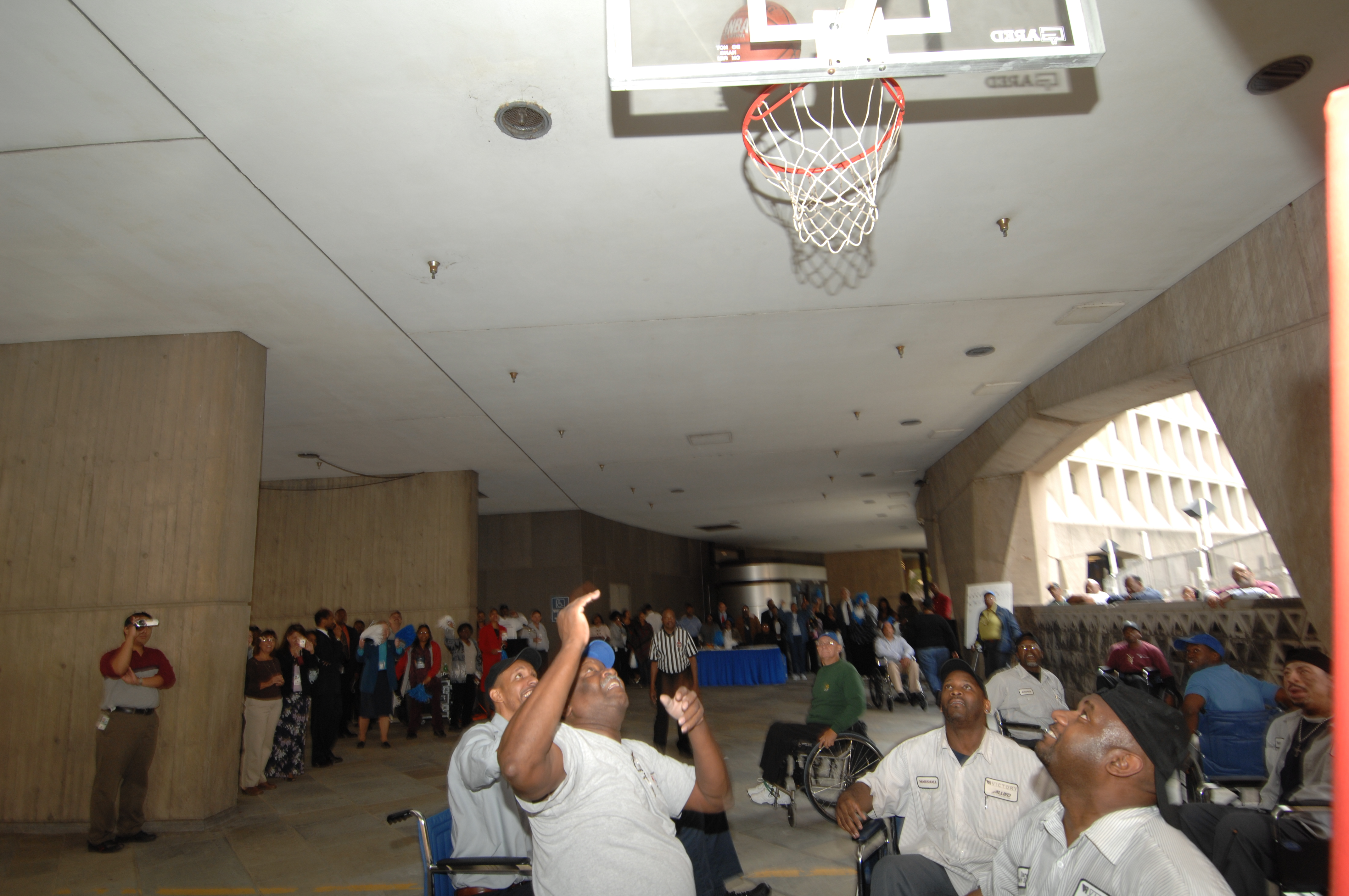
بازی بسکتبال با ویلچر تحت نظر وزارت مسکن و توسعه شهری ایالات متحده آمریکا برای ترویج آگاهی از معلولیت در محوطه بیرونی ستاد این وزارت‌خانه

این کنوانسیون از آیین‌نامه حقوق مدنی پیروی می‌کند، با این مقدمه که در آن به این اصل که «کلیه حقوق بشر جهانی، غیرقابل تفکیک، وابسته به یکدیگر و بهم پیوسته» از اعلامیه و برنامه عمل وین استناد می‌شود. مقدمه ۲۵ زیربخش صریحاً به توسعه پایدار اشاره می‌کند، خاطرنشان می‌کند که «ناتوانی» یک «مفهوم در حال تحول» است که شامل تعامل بین اختلالات و عوامل محیطی، و به اهمیت «دیدگاه جنسیتی» اشاره می‌کند.
ماده ۱ هدف کنوانسیون را تعریف می‌کند:
ترویج، محافظت و اطمینان از برخورداری کامل و برابر از کلیه حقوق بشر و آزادیهای اساسی توسط همه معلولان و ترویج احترام به عزت ذاتی آنها
در مواد ۲ و ۳ تعاریف و اصول کلی مانند ارتباطات از جمله بریل، زبان اشاره، زبان ساده و ارتباط غیر کلامی، اقامت مناسب و طراحی جهانی ارائه شده‌است.
مواد ۴ تا ۳۲ حقوق معلولان و تعهدات دولتهای عضو نسبت به آنها را تعریف می‌کند. بسیاری از این حقوق آینه در کنوانسیون‌های دیگر سازمان ملل مانند میثاق بین‌المللی حقوق مدنی و سیاسی، میثاق بین‌المللی حقوق اقتصادی، اجتماعی و فرهنگی یا کنوانسیون ملل متحد علیه شکنجه تأیید شده‌است.
حقوق اختصاصی این کنوانسیون شامل حقوق دسترس‌پذیری از جمله فناوری اطلاعات، حق زندگی مستقل و درج شده در جامعه (ماده ۱۹)، تحرک شخصی (ماده ۲۰)، مهار و توانبخشی (ماده ۲۶) و مشارکت می‌باشد. در زندگی سیاسی و عمومی و زندگی فرهنگی، تفریحی و ورزشی (مواد ۲۹ و ۳۰).
علاوه بر این، طرفین کنوانسیون باید آگاهی از حقوق بشر معلولان را افزایش دهند (ماده ۸)، و دسترس‌پذیری به جاده‌ها، ساختمان‌ها و اطلاعات را تضمین می‌کنند (ماده ۹).
مواد ۳۳–۳۹ گزارش و نظارت از کنوانسیون توسط موسسات ملی حقوق بشر (ماده ۳۳) و کمیته حقوق افراد معلول (ماده ۳۴).

## مقررات اصلی

### اصول راهنمایی کنوانسیون
هشت اصل راهنما وجود دارد که زیربنای کنوانسیون هستند:
1. احترام به عزت ذاتی، خودمختاری از جمله آزادی انتخاب شخصی و استقلال افراد
2. عدم تبعیض
3. مشارکت کامل و مؤثر و شمول (حقوق معلولیت) در جامعه
4. به تنوع احترام بگذارید و پذیرش افراد دارای معلولیت به عنوان بخشی از تنوع (سیاست) انسانی
5. برابری فرصت
6. دسترس‌پذیری
7. برابری جنسیتی
8. احترام به ظرفیتهای در حال رشد کودکان دارای معلولیت و احترام به حق کودکان دارای معلولیت برای حفظ هویت خود

### تعریف ناتوانی
ماده ۲ (تعریف) تعریف معلولیت را در بر نمی‌گیرد. کنوانسیون الگوی اجتماعی معلولیت را اتخاذ می‌کند، اما تعریف خاصی ارائه نمی‌دهد. مقدمه (ه) کنوانسیون توضیح می‌دهد که کنوانسیون به رسمیت می‌شناسد:
... که ناتوانی یک مفهوم در حال تحول است و معلولیت ناشی از تعامل افراد دارای اختلال و موانع نگرشی و محیطی است که مانع مشارکت کامل و مؤثر آنها در جامعه بر مبنای مساوی با دیگران می‌شود
ماده یک (هدف) بیشتر پیشنهاد می‌کند که:
افراد دارای معلولیت شامل کسانی هستند که دارای معلولیت طولانی مدت جسمی، روحی و حسی هستند که در تعامل با موانع مختلف ممکن است مانع مشارکت کامل و مؤثر آنها در جامعه به‌طور مساوی با دیگران شود.
با این حال، استفاده از اصطلاح «شامل» نباید به این معنا تعبیر شود که محرومیت از کسانی که دارای شرایط کوتاه مدت یا نوسان هستند.

### اصل "اقامت مناسب
کنوانسیون " اقامت مناسب " را "اصلاح و تعدیل لازم و مناسب" عنوان می‌کند که تحمیل فشار نامتناسب یا غیر ضروری، در صورت لزوم در یک مورد خاص، برای اطمینان از افراد معلول فراهم می‌کند تا از افراد دارای معلولیت اطمینان حاصل کنند که از لذت یا ورزش بر اساس مساوی با دیگران از کلیه انسانها برخوردار شوند. حقوق و آزادیهای اساسی "در ماده ۲ و خواستار این همه جنبه‌های زندگی از جمله آموزش فراگیر است.

### جلوگیری از تبعیض
ماده ۸ کنوانسیون بر آگاهی رسانی برای تقویت احترام به حقوق و عزت در برابر تبعیض تأکید می‌کند:
1. افزایش آگاهی در جامعه، از جمله در سطح خانواده، در مورد افراد دارای معلولیت، و احترام به حقوق و عزت افراد دارای معلولیت.
2. برای مقابله با کلیشه‌ها، پیش داوری‌ها و رویه‌های مضر مربوط به افراد دارای معلولیت، از جمله مواردی که بر اساس جنس و سن انجام می‌شود، در همه زمینه‌های زندگی است.
3. ارتقاء آگاهی از ظرفیت‌ها و کمک‌های افراد معلول.
4. ابتکار و حفظ کمپین‌های آگاهی بخشی مؤثر، طراحی شده: (من) برای پذیرش پذیرش حقوق افراد دارای معلولیت. (ب) ترویج درک مثبت و آگاهی بیشتر اجتماعی نسبت به افراد دارای معلولیت. (۳) ارتقاء شناخت مهارت‌ها، شایستگی‌ها و توانایی‌های افراد دارای معلولیت، و سهم آنها در محل کار و بازار کار.
5. تشویق کلیه ارگانهای رسانه‌های جمعی برای به تصویر کشیدن افراد معلول به روشی متناسب با اهداف کنوانسیون حاضر.
6. ترویج برنامه‌های آموزش آگاهی در مورد افراد معلول و حقوق افراد دارای معلولیت.

### دسترس‌پذیری
این کنوانسیون تأکید می‌کند که افراد دارای معلولیت باید بتوانند به‌طور مستقل زندگی کنند و کاملاً در همه جنبه‌های زندگی شرکت کنند. برای این منظور، دولتهای عضو باید اقدام‌های لازم را برای اطمینان از دسترسی افراد معلول، به محیط جسمی، حمل و نقل، فناوری اطلاعات و ارتباطات و سایر امکانات و خدمات باز یا در اختیار عموم قرار دهند. دسترس‌پذیری را می‌توان به سه گروه اصلی طبقه‌بندی کرد. ۱. دسترسی فیزیکی ۲. دسترسی به خدمات ۳. دسترسی به ارتباطات و اطلاعات

### شرایط خطر و اضطراری بشردوستانه
ماده ۱۱ کنوانسیون تأیید می‌کند که کشورهای عضو مطابق با تعهدات خود طبق قانون بین‌الملل، از جمله حقوق بین‌الملل بشردوستانه و حقوق بین‌الملل حقوق بشر، کلیه اقدام‌های لازم برای تضمین حفاظت و ایمنی افراد معلول را در شرایط جنگ، اتخاذ می‌کنند. موارد اضطراری بشردوستانه و بروز فاجعه طبیعی.

### شناخت قبل از قانون و ظرفیت قانونی
ماده ۱۲ کنوانسیون تصدیق مساوی در برابر قانون و اهلیت افراد دارای معلولیت را تأیید می‌کند.
کشورهای عضو باید:
1. مجدداً تأیید کنید که افراد دارای معلولیت حق دارند همه جا به عنوان یک شخص در قانون تشخیص دهند.
2. به رسمیت بشناسید که افراد دارای معلولیت از تمام قواعد زندگی به‌طور مساوی از حقوق قانونی برخوردار می‌شوند.
3. اقدام‌های لازم را برای دسترسی افراد معلول به پشتیبانیهایی که ممکن است در استفاده از ظرفیت قانونی خود داشته باشند، اتخاذ کند.
4. اطمینان حاصل کنید که کلیه اقداماتی که مربوط به استفاده از ظرفیت‌های قانونی است، ضمانت‌های مناسب و مؤثر برای جلوگیری از سوءاستفاده مطابق با قوانین بین‌المللی حقوق بشر فراهم می‌کند. این ضمانت نامه‌ها تضمین می‌کنند که اقدامات مربوط به استفاده از ظرفیت قانونی در احترام به حقوق، اراده و ترجیحات شخص، عاری از تعارض منافع و تأثیر ناعادلانه، متناسب و متناسب با شرایط شخص باشد، در کمترین زمان ممکن اعمال شود و در معرض بررسی منظم توسط یک مقام ذی‌صلاح، مستقل و بیطرف یا نهاد قضایی قرار دارند. این ضمانت‌ها متناسب با میزان تأثیر این اقدامات بر حقوق و منافع شخص است.

### دسترسی به عدالت
ماده ۱۳ کنوانسیون دسترسی مؤثر به عدالت برای افراد معلول را تأیید می‌کند، با بیان اینکه:
1. دولتهای عضو باید دسترسی مؤثر به عدالت را برای افراد معلول بر اساس مساوی با دیگران، از جمله با فراهم کردن اقامت مناسب و سن مناسب انجام دهند، تا بتوانند نقش مؤثر خود را به عنوان یک شرکت کننده مستقیم و غیرمستقیم، از جمله به عنوان شاهد، تسهیل کنند. کلیه مراحل قانونی، از جمله در مراحل تحقیق و مراحل اولیه.
2. دولت‌های عضو برای کمک به اطمینان از دسترسی مؤثر به عدالت کیفری برای افراد معلول، آموزش‌های مناسب را برای کسانی که در زمینه اجرای عدالت، از جمله پلیس و کارمندان زندان کار می‌کنند، آموزش می‌دهند. این مقاله به همراه ماده ۱۲ توسط «دفترچه راهنمای زندانیان دارای نیازهای ویژه»[۱۵] توسط دفتر مقابله با مواد مخدر و جرم سازمان ملل متحد ذکر شده‌است.

### حق تحصیل
در این کنوانسیون آمده‌است که افراد دارای معلولیت باید حق آموزش فراگیر را در همه سطوح، بدون در نظر گرفتن سن، بدون تبعیض و براساس فرصت برابر، تضمین کنند.
کشورهای عضو باید اطمینان حاصل کنند که:
1. کودکان دارای معلولیت از آموزش ابتدایی رایگان و اجباری یا آموزش متوسطه مستثنا نمی‌شوند.
2. بزرگسالان دارای معلولیت به آموزش عمومی سوم، آموزش حرفه ای، آموزش بزرگسالان و یادگیری مادام العمر دسترسی دارند.
3. افراد دارای معلولیت در سیستم آموزش عمومی پشتیبانی لازم را برای تسهیل آموزش مؤثر خود دریافت می‌کنند؛ و
4. تدابیر حمایتی فردی مؤثر برای به حداکثر رساندن پیشرفت تحصیلی و اجتماعی به کار گرفته شده‌است.

دولتهای عضو باید اقدامات مناسبی را انجام دهند، مانند:
1. تأیید یادگیری بریل، حالتهای تقویتی و جایگزین، ابزار و قالبهای ارتباطی و جهت‌گیری و مهارتهای تحرک، و تسهیل حمایت و مشاوره از همسالان.
2. حمایت از یادگیری زبان نشانه و ترویج هویت زبانی جامعه ناشنوا.
3. دفاع از آموزش افراد، به ویژه کودکان نابینا و ناشنوا، به مناسب‌ترین زبانها و وسایل ارتباطی برای فرد تحویل داده می‌شود.
4. به‌کارگیری معلمان از جمله معلولان معلول که دارای مهارت در زبان علامت گذاری و / یا بریل هستند و برای آموزش افراد متخصص و آموزش کارآگاه در مورد آگاهی از ناتوانی، استفاده از حالت‌ها و قالب‌های تقویتی و جایگزین ارتباطات و تکنیک‌ها و مواد آموزشی برای پشتیبانی از افراد دارای معلولیت